# Antic Hospital de Santa Caterina
L'Antic Hospital de Santa Caterina és un edifici de Girona que fou construït durant el segle xvii per satisfer les necessitats de la població de la ciutat i que des del 2010 és la seu de la Generalitat de Catalunya a la demarcació. Les funcions d'hospital van ser transferides l'any 2009 a un nou edifici a localitat veïna de Salt, l'Hospital de Santa Caterina. És un dels monuments més representatius de la Girona nova, o sector de la ciutat estès a l'esquerra del riu Onyar i format a partir de l'antic Mercadal. El 4 de juny de 2013 fou declarat Bé Cultural d'Interés Nacional.

## Història
L'any 1211 la confraria Sant Martí va comprar uns terrenys al Pla de Girona —situat a la zona sud-oest de la ciutat, fora muralles i prop del camí ral de Barcelona—, a l'actual Plaça del Lleó, per construir el Nou Hospital de Girona, que complementaria els ja existents Hospital dels Capellans, Hospital dels Pelegrins i l'Hospital dels Leprosos i la funció del qual era l'atenció dels malalts i els pelegrins. Entre el 1225 i 1226 es va aixecar una església junt a l'Hospital sota l'advocació de santa Caterina; en aquell moment, el Nou Hospital va passar a denominar-se Hospital de Santa Caterina. El 1571 va ser nomenat Hospital Reial per Felip II. Va ser descrit per Roig i Jalpí com "un dels més formosos hospitals del país, tant per la seva perfecció com per estar fet amb gran perfecció i comoditat per a malalts i sans".

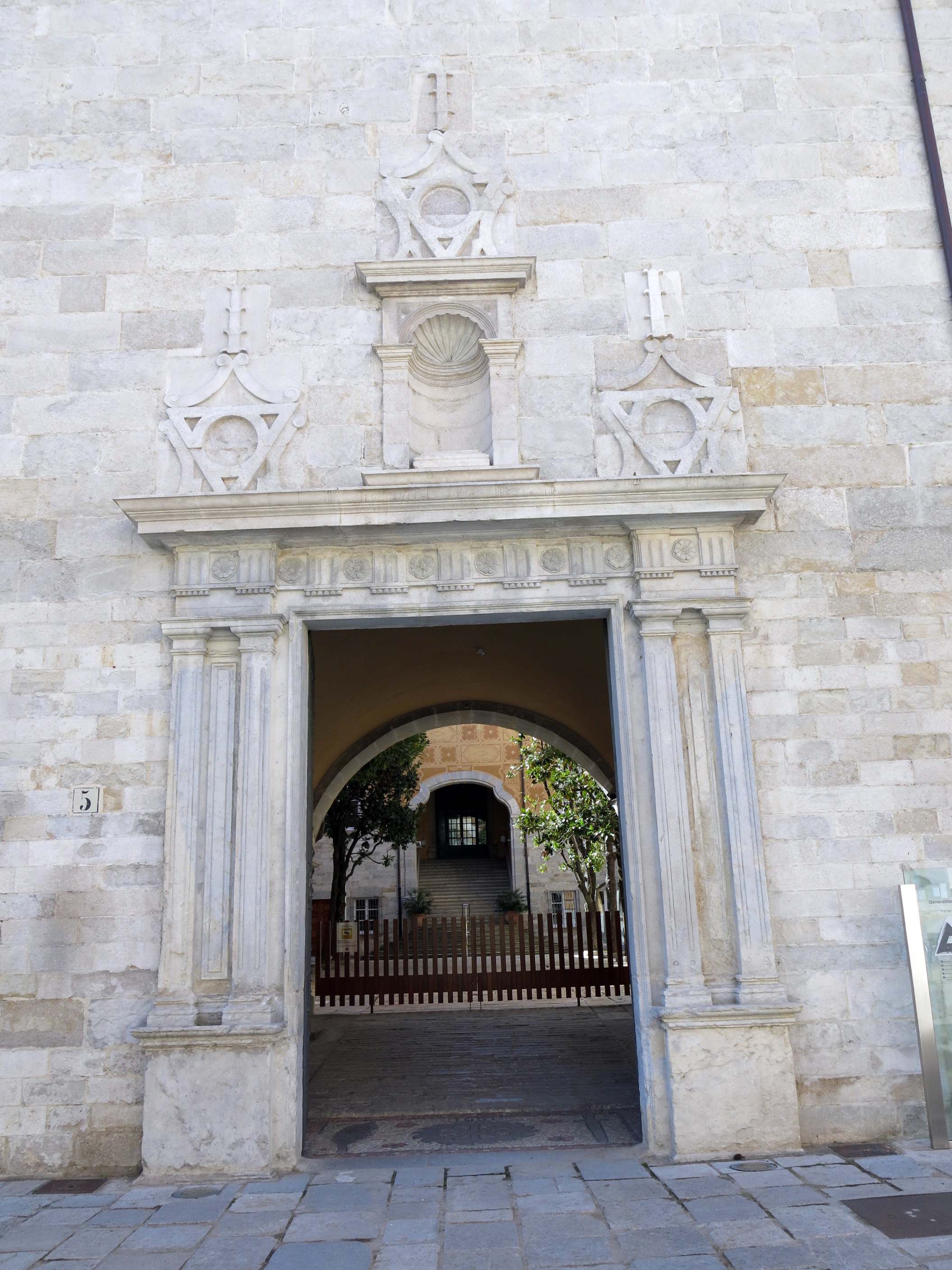
Portal del pati principal

L'any 1654 el govern va decidir demolir aquell hospital i traslladar-lo al centre de la ciutat, ja que Girona estava sofrint un gran creixement demogràfic i calia expandir les muralles i construir noves defenses. Es va començar a construir el nou edifici l'any 1666; Josep Ninot, bisbe de la diòcesi de Girona, va col·locar la primera pedra el 16 de maig. El nou hospital, més ampli i amb millors infrastrucures, inclosa una farmàcia, es va completar l'any 1679, tot i que algunes sales es van obrir ja l'any 1677. Durant el segle xviii es van fer més millores; el 1765 es va construir, junt a l'hospital, la Casa de la Misericòrdia (que en un futur esdevindria l'Hospici), i el 1785 es va annexionar la Casa de la Convalescència. Els col·laboradors més importants de l'obra foren don Francesc Brugués, militar i diputat del Reial Principat, i el bisbe Fageda.
Els setges napoleònics de Girona de 1808 i 1809 van ocasionar desperfectes a l'hospital que van ser arreglats ràpidament. L'any 1855 va passar a ser competència de la Diputació de Girona, i el 1931 de la Generalitat, tot i que durant la postguerra, l'any 1940, va tornar a passar a dependre de la primera.
L'any 1992 l'Hospital Santa Caterina va entrar a formar part de la Xarxa d'Hospitals de la Generalitat de Catalunya. Durant l'última dècada del segle xx va sorgir la necessitat de disposar de més espai i més equipament, per la qual cosa es va proposar el trasllat de l'Hospital a un nou edifici que es va construir entre 2006 i 2009 a Salt, tot i que va tancar les portes el 2004. Entre els mateixos anys es varen dur a terme les obres del nou espai de la Generalitat de Catalunya a Girona: es va construir un edifici annex al ja antic Hospital de Santa Caterina, i es va habilitar l'interior d'aquest per encabir-hi els serveis de l'organisme públic.

## Descripció
L'actual edifici de l'antic Hospital Santa Caterina està situat entre l'avinguda Jaume I i la Plaça Catalunya i acull les dependències de la Generalitat de Catalunya. D'estil barroc, va ser declarat Bé Cultural d'Interès Nacional l'any 1982. El model utilitzat en la nova edificació és el de pati central, església adjacent i façana austera, sense gairebé decoració.
La façana de l'hospital, feta amb carreus de pedra molt ben tallats, que li donen una gran austeritat i elegància, és coronada per una arqueria formada per 24 finestres de mig punt, que corren dessota una barana molt simple de línies i ornamentació. El portal central és emmarcat per semicolumnes adossades i un arquitrau recte amb una fornícula al damunt, amb ornamentació geomètrica i florons. Al vestíbul és remarcable l'escut de Girona, esculpit el 1571, que havia pertangut a l'antic hospital. El pati interior, amb la seva escalinata obrada vers el 1678, és una de les parts més reeixides del conjunt. El 1928 fou restaurat pel decorador Josep Maria Busquets, del grup noucentista gironí encapçalat per Rafael Masó. Cal destacar també l'antiga farmàcia, de finals del segle xvii o principis del xviii, restaurada el 1830-47, i que és una de les més notables del país per la seva col·lecció d'instrumental i de pots d'apotecari

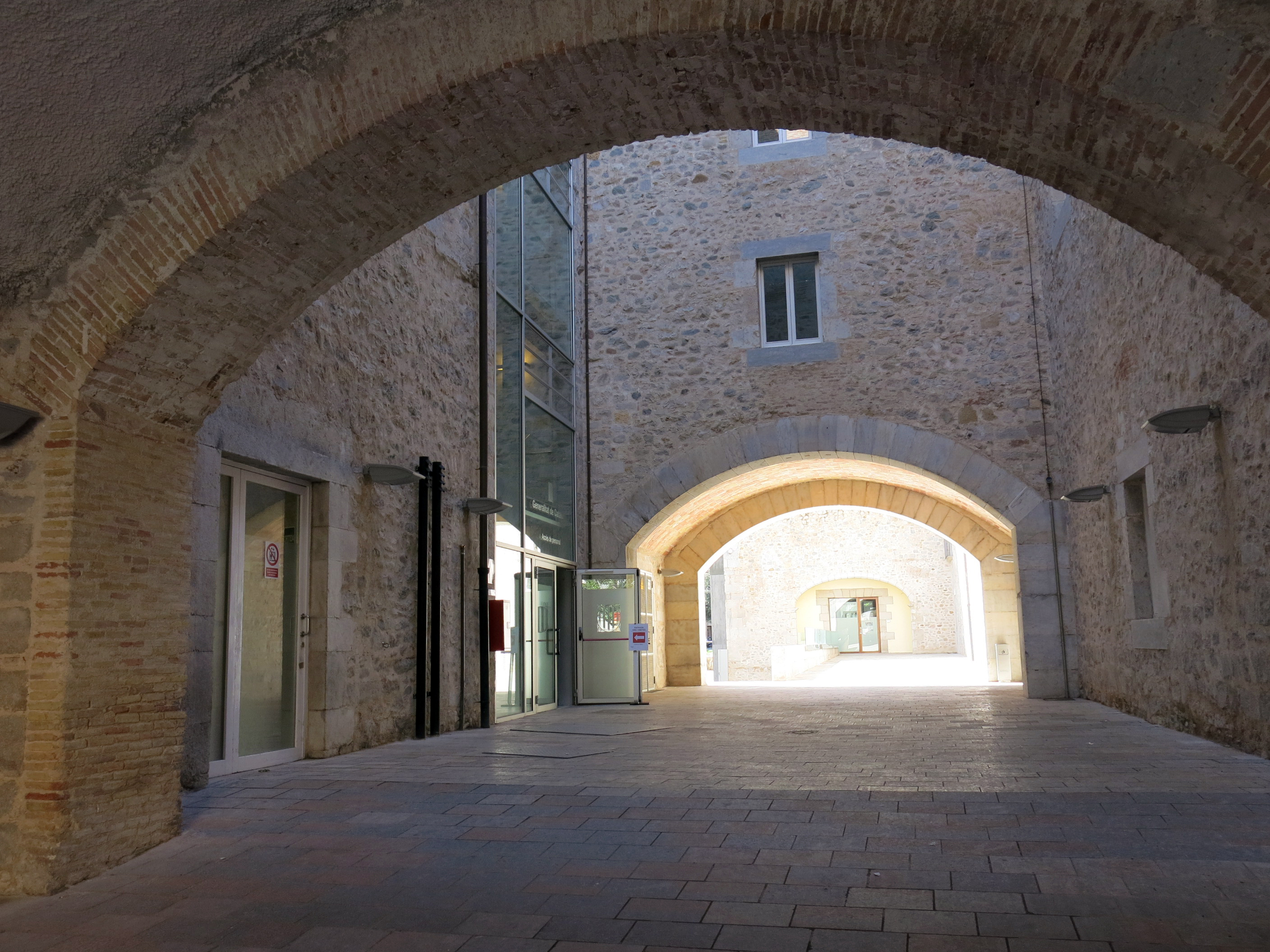
Segon pati de l'hospital

L'església situada a la dreta de l'hospital, amb la façana a la mateixa línia, és una edificació d'una nau amb cor i presbiteri, coberta amb volta de llunetes. Fou consagrada el 1679 i és també d'una gran austeritat i senzillesa. En destaca el portal, emmarcat per semicolumnes adossades, frontó partit que allotja una fornícula,i ornamentació de boles. L'església fou restaurada després de la guerra per l'arquitecte Joaquim Maria Masramon

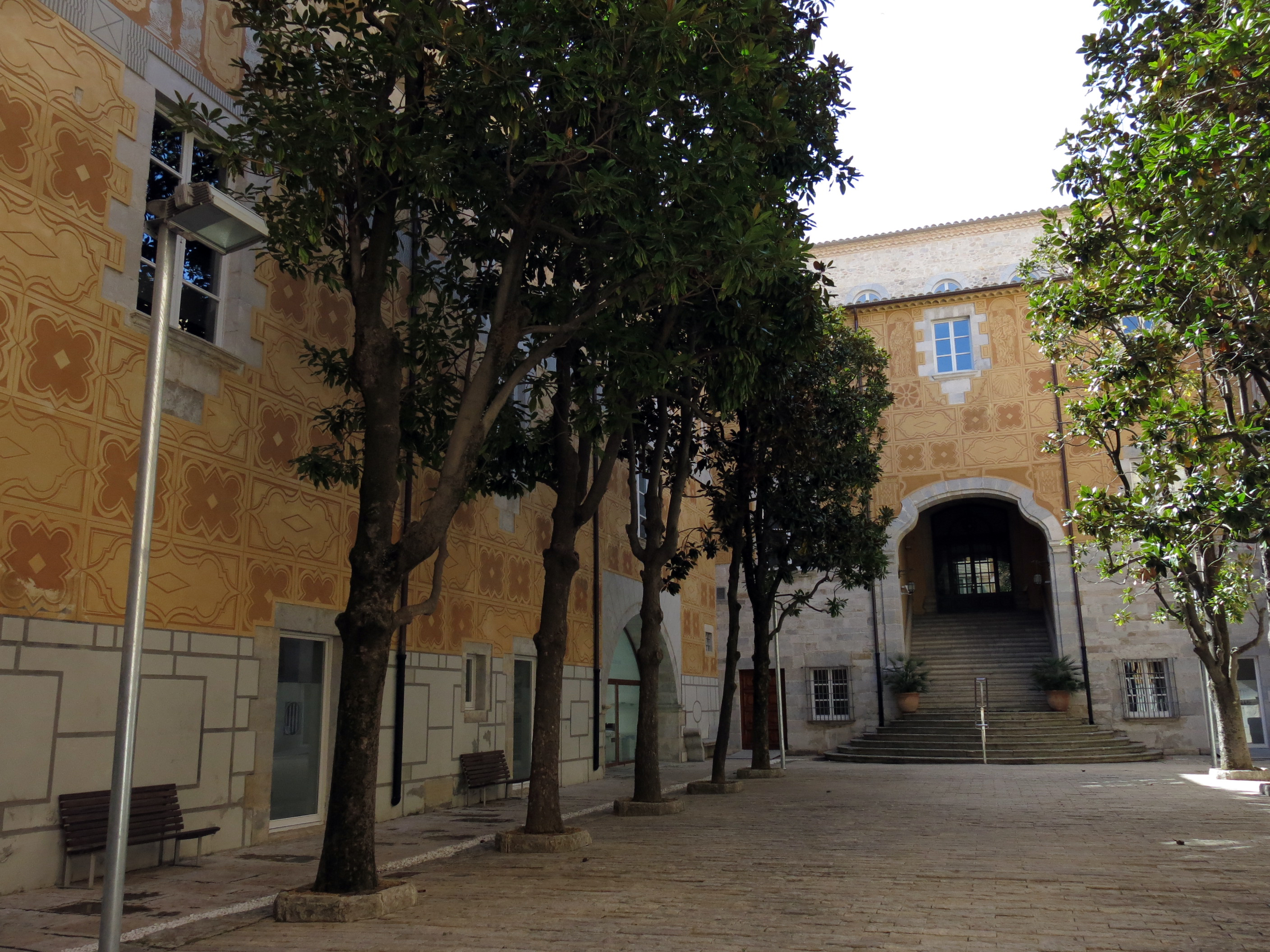
Pati principal, anomenat de les Magnòlies

Altres edificacions més tardanes perllonguen la façana per la part esquerra, són edificacions fetes recentment entorn d'un segon pati que es comunica per una gran arcada amb el pati primitiu. Antigament, l'hospital es trobava unit per una illa de cases a l'antic hospici (actual Casa de Cultura), situat just davant, a la mateixa plaça de l'hospital.

### Esgrafiats del pati
L'ampli pati d'entrada a l'edifici, de forma rectangular, anomenat Pati de les magnòlies, serveix com a preàmbul a les plantes amb les sales de malalts i dispensaris mèdics. Té un caràcter sobri i elegant i les magnòlies contribueixen a atorgar-li la tristor dels capvespres. Per la seva banda, les quatre façanes que l'emmarquen presenten la millor decoració d'esgrafiats de Girona. La temàtica, ornamental, s'estén des de columnes salomòniques fins a variades formes geomètriques, adaptant-se sempre a l'estructura preexistent del segle xvii. La composició, en diferents registres, juga encertadament amb la bicromia emprada i la disposició de finestres i balcons. Inclosos dons un estil noucentista, els esgrafiats de l'hospital són un exemple més de la pràctica d'aquesta tècnica en els edificis gironins del primer terç del segle xx. Al voltant del pati —la decoració del qual prové de la seva rehabilitació l'any 1928— hi ha dues plantes articulades de volta catalana i llunetes —excepte l'última planta, coberta per una encavallada de fusta— i, al fons, una gran escalinata que condueix al primer pis. La façana exterior, construïda amb pedra de Girona (pedra nummulítica) està poc decorada.

### Farmàcia de Santa Caterina

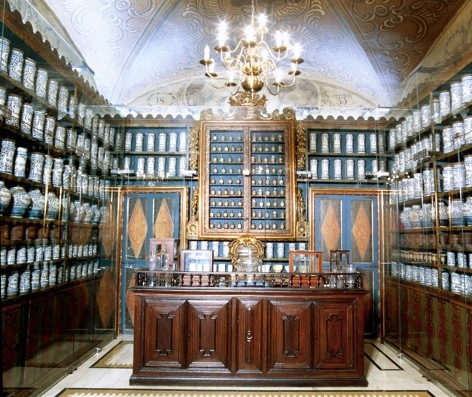
L'antiga farmàcia

La farmàcia de Santa Caterina data de finals del segle xvii i consta de dues dependències, la farmàcia en si i una mena de rebotiga. És una construcció de planta rectangular d'uns,18 m de longitud per 4,5 m d'amplada, coberta amb una volta d'aresta que arrenca a 3,35 m del paviment. En els paraments est i oest hi ha armaris i prestatges encastats per a col·locar flascons de medicaments. Les formes dels flascons són de canya i de gerra. Al costat sud hi ha un moble de cos central o cordialer sobremuntat per l'escut de la ciutat de Girona decorat amb garlandes de fulles, fruits i flors esculpides en fusta. Als costats s'obren dues portes.
Els pots de ceràmica (362 peces) són magnífics, amb predomini dels anomenats "pots de canó". A la col·lecció hi ha pots de ceràmica, gerros i albarel·los (gerros en forma de canya); la majoria són d'origen o inspiració francesa i tenen el nom del contingut escrit en llatí. A part, també hi ha uns vuitanta pots de vidre bufat, caixes de fusta d'herbaris, morters, material quirúrgic de l'època i una petita biblioteca.La volta està decorada amb pintures d'elements barrocs i temes d'al·legories de manipulacions galèniques. L'obra de fusteria està ornada amb marbrejats, daurats, rombes, etc. La farmàcia, de tipus monacal, es pot considerar una de les més interessants del país. La cronologia dels pots varia entre els que duen el rètol en diagonal, del segle xvi o principis del XVII i els que el tenen en horitzontal i dins un medalló en forma de trèvol, de finals del segle xvii o principis del xviii. Probablement tots són de la Bisbal. La col·lecció pertany al Museu d'Art de Girona s'ha restaurat durant el 2011 i reobert durant el 2012.

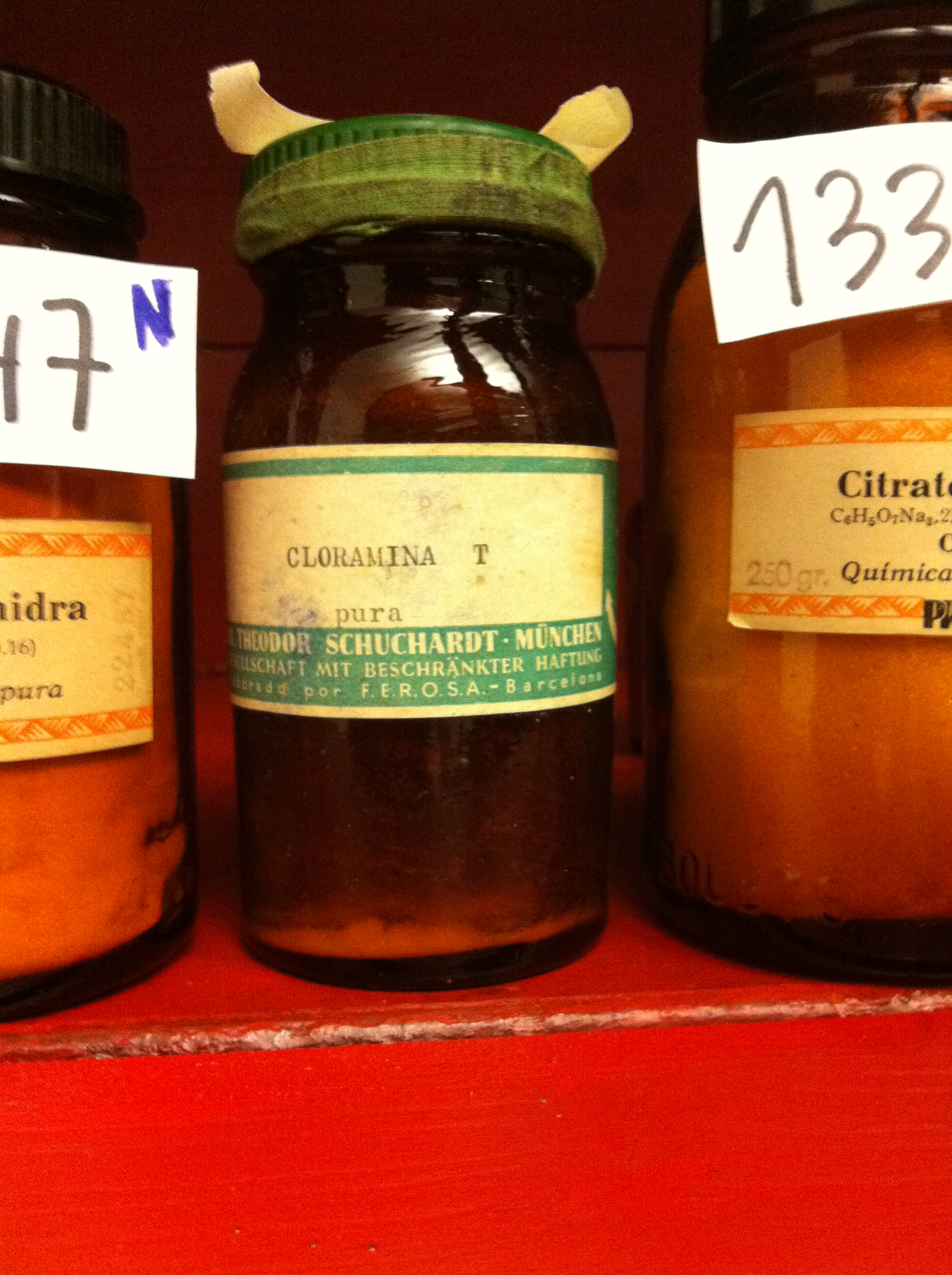
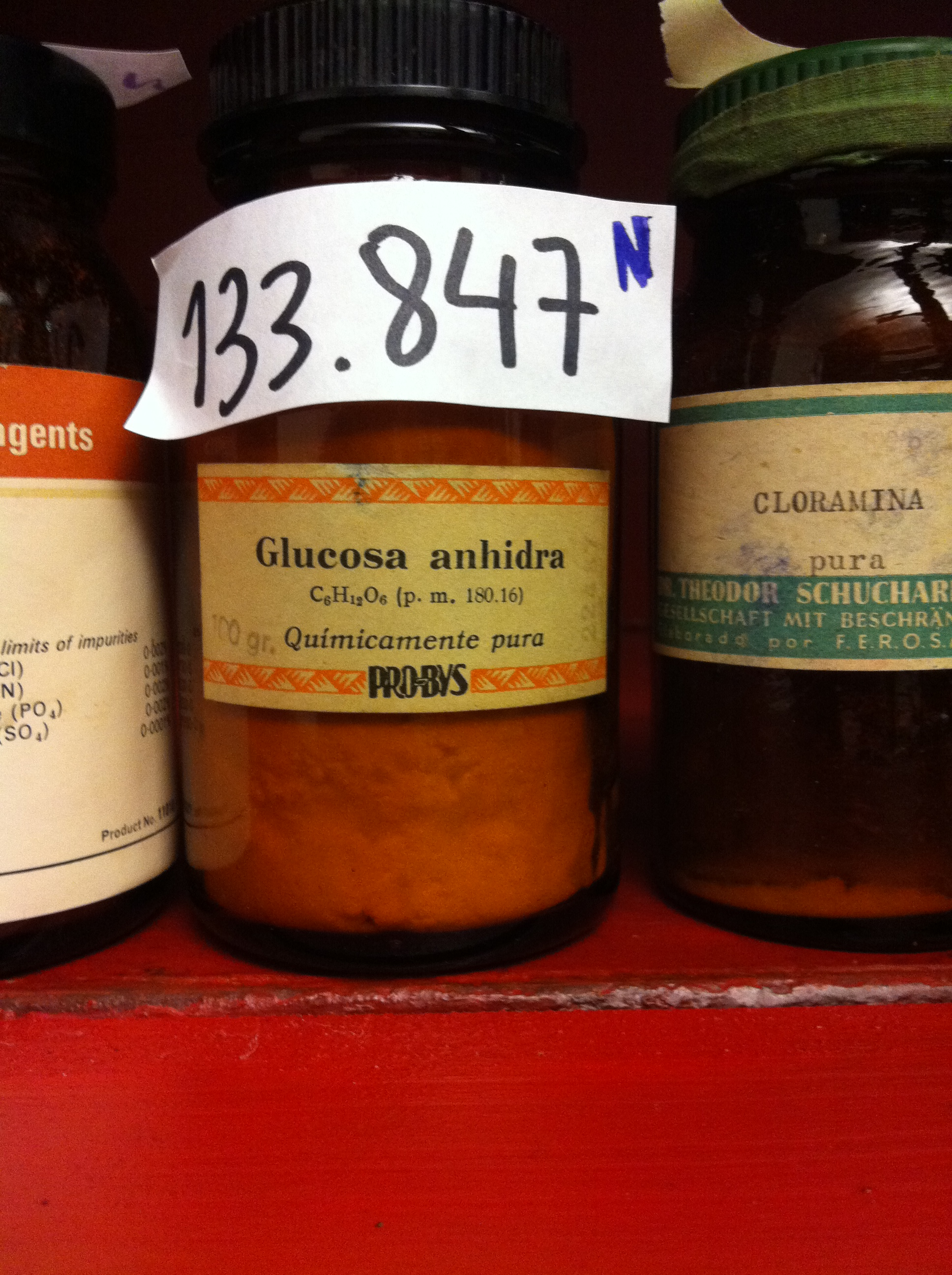

### Auditori Josep Irla.El gran dia de Girona

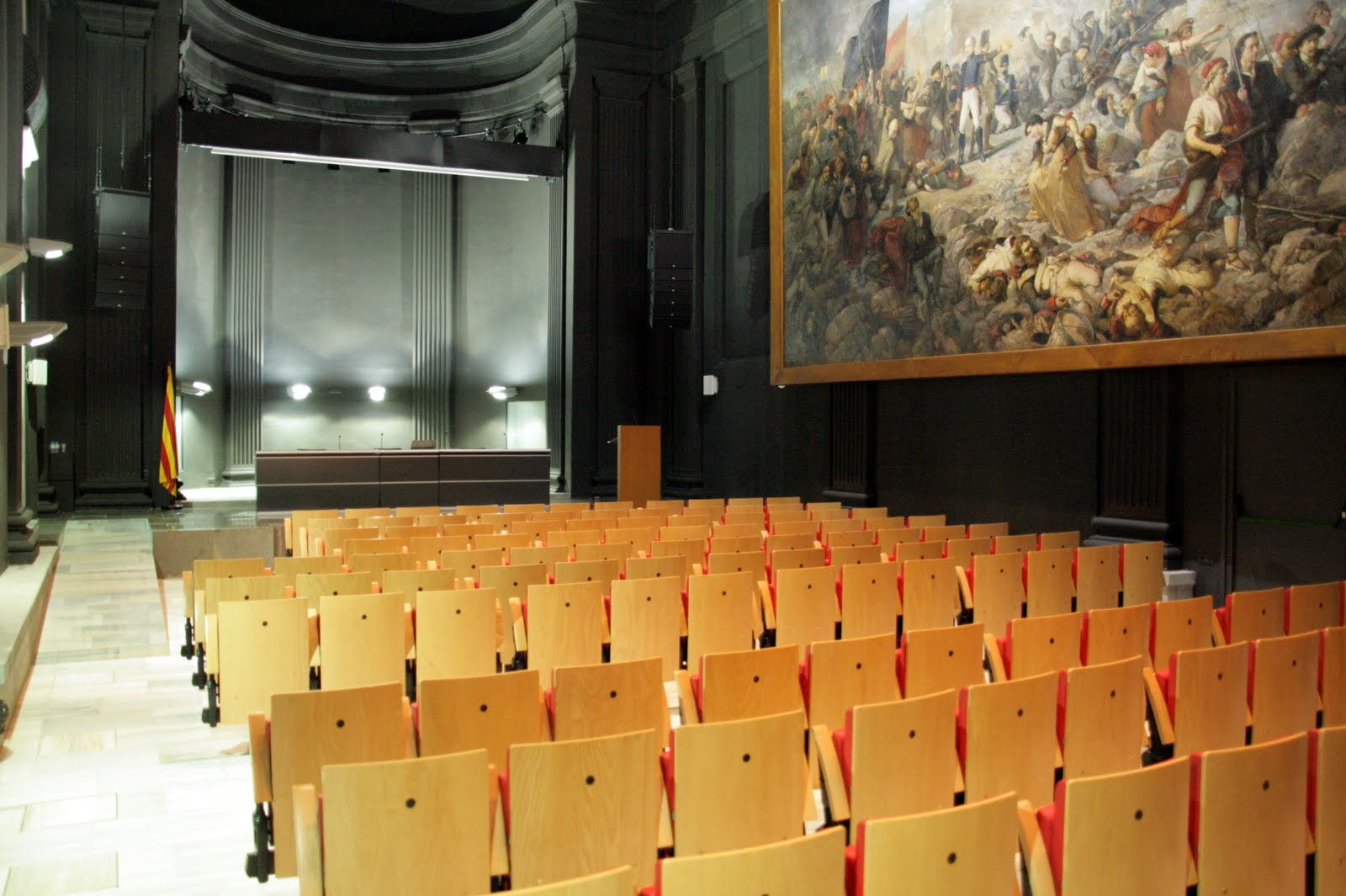
L'auditori Josep Irla amb el quadre El gran dia de Girona exposat a la dreta.

L'Auditori Josep Irla té una capacitat per unes cent persones i s'hi celebren tot tipus d'activitats, com conferències i concerts. Destaca per l'exposició en la paret oest del quadre El gran dia de Girona, de Ramon Martí i Alsina, que és de dimensions extraordinàries: 4,96 x 10,82 m. Hi fou instal·lat el 14 de setembre de 2010 procedent del Centre de Restauració de Valldoreix després d'un llarg procés. El personal del Museu d'Art de Girona va assumir la responsabilitat de garantir l'entorn climàtic necessari, amb un nivell de lluminositat que no depassés els 150-200 lux. En aquesta seu també es pot observar l'escultura El tors de Venus de Maillol.

### Espai Santa Caterina
L'Espai Santa Caterina està situat a l'edifici nou annex a l'històric, que es va restaurar i rehabilitar entre els anys 2006 i 2009. Es tracta d'un espai expositiu obert a tota la ciutadania, on s'organitzen exposicions relacionades amb la pròpia institució de la Generalitat de Catalunya a Girona, així com d'altres propostes que puguin aportar els ciutadans o les entitats. Algunes de les exposicions que han passat per l'Espai Santa Caterina són: Llapis i... acció!, de Roser Capdevila; Dalí, breaking news; Eugeni Xammar, el periodista que ens va explicar el món; o l'exposició 350 anys al teu costat. Memòria de l'antic Hospital de Santa Caterina, que commemora el 350è aniversari de la col·locació de la primera pedra. Actualment s'hi pot veure la mostra Cendrós, un empresari d'acció, que tracta sobre J.B. Cendrós, mecenes i empresari del Floïd.